# محمد بن سليمان الكاتب
محمد بن سليمان الكاتب قائد عسكري وأول وال عباسي بعد إسقاط الدولة الطولونية، حيث دخل القطائع، وأحرقها، وبذلك عادت مصر للدولة العباسية، وبعدها عينه الخليفة العباسي ولاية مصر.

## سيرته
كان كاتبًا للقائد الطولوني لؤلؤ، الذي كان من الرقة يحكم شمال سوريا نيابة عن أمير مصر أحمد بن طولون. عندما انشق لؤلؤ إلى الأمير العباسي الموفق بالله عام 882م، اتبع محمد سيده وأصبح كاتبًا في دار الخلافة المركزية.  ذكره الطبري بعد ذلك في عام 891، ككاتب للوزير أبي الصقر إسماعيل بن بلبل. دعم الأخير محاولة فاشلة لعزل الموفق وإعادة السلطة إلى الخليفة المعتمد، لكن رد فعل أهل بغداد والجيش أحبط ذلك، وأحرق الغوغاء منزل محمد.
ومع ذلك، في عام 896م، كان قائدًا للجيش، وعُهد إليه بتجنيد العديد من الضباط الذين انشقوا عن الطولونيين بتهمة التآمر لقتل الأمير الطولوني الجديد، جيش بن خمارويه. في عام 903م، كان رئيسًا لديوان الجيش ومكلفًا بمحاربة القرامطة. وهم طائفة إسماعيلية متطرفة تأسست في الكوفة حوالي عام 874م. تحت قيادة أبو سعيد الجنابي، استولوا على البحرين في 899م وفي العام التالي هزموا جيش الخلافة تحت قيادة العباس بن عمرو الغناوي، وأنشأوا قاعدة أخرى في المنطقة المحيطة بتدمر، ومن قواعدهم في البحرين والصحراء السورية، هاجموا المراكز الحضرية في ولايتي العباسيين والطولونية، ووصلوا إلى محاصرة دمشق وتدمير محافظات سوريا. بدا الجيش الطولوني غير قادر على إيقافهم، وحكومة العباسيين قررت التدخل مباشرة. قاد الحملة اسميًا الخليفة المكتفي شخصيًا، لكنه بقي في الرقة بينما كان محمد يقود الجيش في الميدان. في 29 نوفمبر 903م، التقى الجيش العباسي بقيادة محمد القرامطة في موقع حوالي 24 كلم عن حماة وألحق بهم هزيمة ساحقة. وتفرق جيش القرامطة وطاردهم العباسيون. وأُسر صاحب الشامة وقادة القرامطة الآخرين. عاد المكتفي إلى بغداد، بينما بقي محمد في الرقة لتطهير الريف واعتقال ما تبقى من المتمردين. ثم انتقل إلى بغداد، ودخلها منتصرا في 2 فبراير 904م. بعد أحد عشر يومًا، أشرف على الإعدام العلني لقادة القرامطة جنبًا إلى جنب مع صاحب الشرطة في العاصمة أحمد بن محمد الواقي. في حفل أقيم في 19 مايو، كافأه الخليفة مرة أخرى برداء الشرف، جنبًا إلى جنب مع كبار قادة الجيش. بعد خمسة أيام من هذا الحفل، غادر محمد العاصمة مرة أخرى على رأس جيش يبلغ عدده 10 آلاف بحسب الطبري، وكلف باستعادة جنوب سوريا ومصر نفسها من الطولونيين.
كان من المقرر أن تساعد حملته من البحر بواسطة أسطول من المناطق الحدودية في كيليكيا تحت حكم داميان الطرسوسي. قاد داميان أسطولا فوق نهر النيل، وداهم سواحلها، ومنع نقل المؤن للقوات الطولونية من فوقها. كان النظام الطولوني قد أضعف بالفعل بسبب الصراع الداخلي والتنافس بين الجماعات العرقية المختلفة في الجيش، مما أدى إلى انشقاق بدر الهمامي وغيره من كبار الضباط إلى العباسيين. كما تم إضعاف النظام بسبب الغارات المدمرة للقرامطة وعدم قدرته على التعامل معها. لم يلق التقدم العباسي معارضة في الغالب، وفي ديسمبر، قُتل الأمير هارون بن خمارويه على يد أعمامه علي وشيبان. تولى شيبان مقاليد الدولة، لكن القتل تسبب في مزيد من الانشقاقات للعباسيين، بما في ذلك والي دمشق، طوج بن الجف. وفي يناير، وصل الجيش العباسي قِبل الفسطاط. ترك شيبان قواته ليلًا واستسلمت العاصمة الطولونية. دمر العباسيون المنتصرون القطائع العاصمة الطولونية، باستثناء جامع ابن طولون الكبير.  وأسروا أفراد الأسرة الطولونية وأتباعهم البارزين وبعثوا بهم إلى بغداد، وصادروا ممتلكاتهم.
غادر محمد مصر إلى الحاكم الجديد، عيسى النوشري، وعاد إلى سوريا، لكنه اتُهم بعد فترة وجيزة باختلاس الكثير من غنائم الفتحو عُوقب بالسجن على ذلك.